# Југословенски торпедни чамац Т1
Т1 је био торпедни чамац који је служио у Ратној морнарици Краљевине Југославије од 1921. до 1941. године. Првобитно познат као ''76 Т'', био је торпедни чамац класе 250 тона Аустроугарске ратне морнарице, изграђен 1914. године. Био је наоружан са два топа калибра 66 мм и четири торпедне цеви од 450 mm и могао је да понесе 10 до 12 морских мина. Током Првог светског рата учествовао је у активним борбама, укључујући пратњу конвоја, ескортне и противминске задатке, операције против подморница и бомбардовање обале. Године 1917. са свих аустроугарских торпедних чамаца уклоњени су суфикси, па је тада био познат као 76. Био је део пратње аустроугарског дредноута Свети Иштван током акције у којој су италијански торпедни чамци потопили тај брод у јуну 1918. године.
Након пораза Аустроугарске касније те године, 76 је додељен Ратној морнарици Краљевине СХС, која је касније постала Ратна морнарица Краљевине Југославије, и добио је ново име Т1. У то време, он и још седам чамаца класе 250 тона били су једини модерни поморски бродови у саставу те младе морнаричке силе. Током међуратног периода, Т1 и остатак флоте учествовали су у вежбама, али је активност била ограничена због смањених морнаричких буџета. Чамац је заробљен од стране Италијана током инвазије сила Осовине на Југославију у априлу 1941. године. Након што му је модернизовано главно наоружање, служио је у Краљевској италијанској морнарици под својом југословенском ознаком. Избегао је заробљавање од стране Немаца након капитулације Италије у септембру 1943. године и враћен је Краљевској југословенској морнарици у егзилу. У састав Југословенске ратне морнарице ступио је после Другог светског рата, а након ремонта, који је укључивао замену наоружања, служио је под именом Голешница до 1955. године. Потопљен је као мета у заливу Жањица, близу западног улаза у Боку которску, и данас је популарна локација за рекреативно роњење.

## Позадина
Године 1910, Поморски технички комитет Аустроугарске започео је дизајн и развој обалског торпедног чамца од 275 тона, са захтевом да буде способан за одржавање брзине од 30 чворова (56 km/h; 35 mph) у трајању од 10 сати. Истовремено, комитет је поставио параметре за пројектовање торпедног чамца за отворено море или флоту тежине од 500–550 тона, са максималном брзином од 30 чворова и дометом од 480 наутичких миља (890 km; 550 mi). Овај дизајн подразумевао је већи и боље наоружани брод од постојећих аустроугарских разарача класе Хусар од 400 тона. Спецификације за торпедни чамац за отворено море заснивале су се на претпоставци да ће мореуз Отрантска врата, где се Јадранско море спаја са Јонским морем, бити блокиран од стране непријатељских снага. У таквим околностима, постојала би потреба за торпедним чамцем који би могао да исплови из базе Аустроугарске морнарице у Боки которској, стигне до пролаза током ноћи, лоцира и нападне блокирајуће бродове и врати се у луку пре јутра. Као погон је изабрана парна турбина, јер дизел-мотори са потребном снагом нису били доступни, а аустроугарска морнарица није имала практично искуство у управљању чамцима са турбоелектричним погоном. Упркос развоју ових идеја, аустроугарска морнарица је затим затражила од бродоградилишта да поднесу предлоге за чамац од 250 тона са максималном брзином од 28 чворова (52 km/h; 32 mph). Бродоградилиште Stabilimento Tecnico Triestino (STT) из Трста изабрано је за уговор о изградњи осам пловила, групе Т, испред још једног понуђача. Ознака групе Т означавала је да су изграђени у Трсту.

## Опис и конструкција
Торпедни чамци класе 250 тона, групе Т, имали су кратке подигнуте прамчане палубе и отворени мост. Били су брзи и окретни, добро дизајнирани за службу у Јадрану. Њихова дужина на воденој линији износила је 57,84 m, ширина 5,75 m, а нормални газ 1,54 m. Иако је пројектована депласман износила 262 тоне, потпуно натоварени истискивали су око 267,3 тоне. Чамци су покретани са две Парсонове парне турбине које су покретале два пропелера, користећи пару коју су производила два Јаров водоцевна котла, један на уље, а други на угаљ. Котлови су били смештени у два котловска простора, један иза другог. Турбине су имале снагу од 5.000–5.700 коњских снага на осовини (3.700–4.300 kW), што је чамце омогућавало да постигну максималну брзину од 28 чворова (52 km/h; 32 mph), а могли су достићи и 29,2 чвора (54,1 km/h; 33,6 mph). Носили су 18,2 тоне угља и 24,3 тоне уља, што им је омогућавало домет од 1.000 наутичких миља (1.900 km; 1.200 mi) при брзини од 16 чворова (30 km/h; 18 mph). Група Т је имала један димњак, за разлику од каснијих група класе које су имале два димњака. Чамци класе 250 тона, укључујући 76 Т, класификовани су као торпедни чамци за отворено море у Аустроугарској морнарици, иако су били мањи од првобитног концепта за обалске торпедне чамце. Поморски историчар Звонимир Фрајвогел истиче да је ова ситуација била честа због штедљивости аустроугарске морнарице. Ови чамци су били први мали бродови аустроугарске морнарице који су користили турбине, што је допринело проблемима који су постепено решавани током службе. Посаду су чинила три официра и тридесет осам морнара. Чамац је носио један јол од 4 m као чамац за спасавање.
Првобитно је било планирано да буду наоружани са три топа Шкода калибра 66 mm  L/30 и три торпедне цеви калибра 450 mm. Међутим, наоружање је промењено на два топа и четири торпедне цеви пре завршетка првог чамца, ради стандардизације наоружањa са групом F која је уследила. Рефлектор пречника 40 cm био је постављен изнад моста. Торпедне цеви су биле распоређене у паровима, један пар између прамца и моста, а други на повишеном делу надградње изнад задње машинске просторије. Чамци су могли да носе од 10 до 12 морских мина.
Трећи чамац ове класе, 76 Т, положен је 24. јуна 1913, поринут 15. децембра 1913, завршен 20. јула 1914. и уведен у службу 23. августа. Приближно у време увођења у службу, у наоружање је додат један митраљез Шварцлозе M.7/12 калибра 8 mm за противваздушну одбрану. Инсталирана су четири носача како би се митраљез могао поставити на најповољнију позицију у зависности од правца напада. До октобра 1915, чамац је био офарбан у црно, али је тада офарбан у светлоплаво-сивом бојом.

## Каријера

### Први светски рат
Након увођења у службу, 76 Т је постала део 1. торпедне групе 3. торпедне дивизије у оквиру 1. торпедне флотиле Аустроугарске морнарице. Првобитни концепт операције за чамце класе 250 тона био је да плови у флотили на задњем делу крстареће борбене формације и да интервенише у борби само ако су бојни бродови око којих је формација успостављена онеспособљени или да би напали оштећене непријатељске бојне бродове. У случају наређеног торпедног напада, њиме је требало да руководи извиђачки крсташ, уз подршку два разарача који би одбијали непријатељске торпедне чамце. Група од четири до шест торпедних чамаца извршавала би напад под директивом команданта флотиле. Како су чамци класе 250 тона улазили у службу, придруживали су се 1. торпедној флотили, којом је у почетку руководио извиђачки крсташ класе Новара, Саида, а касније њена сестринска јединица Хелголанд. Првобитно је 1. торпедна флотила укључивала две дивизије разарача (1. и 2) и једну дивизију торпедних чамаца (3), којој су се придружили чамци класе 250 тона. Током целог рата, 76 Т је остала у саставу 3. торпедне дивизије 1. торпедне флотиле.
Недуго након увођења у службу, 76 Т се придружила остатку 1. торпедне флотиле у покушају да нападну део француске флоте која је оперисала у јужном Јадрану 17. октобра 1914. Французи су пловили у близини острва Вис, али су се током ноћи 17/18. октобра повукли на југ, па аустроугарска флотила није успела да изврши напад. Дана 15. и 16. марта 1915, 76 Т је, заједно са старим разарачем Магнет и чамцима класе 250 тона, 75 Т и 79 Т, пратила новоуведени бојни брод класе дреднот Свети Иштван са главне аустроугарске поморске базе у Пули, у горњем Јадрану, до острва Паг ради извођења артиљеријских вежби. Под вођством Хелголанда, цела 1. торпедна флотила испловила је ка Јонском мору у периоду од 11. до 15. априла 1915, у потрази за базом француске флоте, али је операција била неуспешна.
Италија је објавила рат Аустроугарској 23. маја 1915. године, након чега су непријатељства у Јадрану, која су до тада углавном подразумевала повремене нападе француске флоте, одмах интензивирана. Скоро цела аустроугарска флота напустила је Пулу убрзо након објаве рата како би одговорила нападима на италијанске градове и места дуж јадранске обале, с циљем прекидања копнене и поморске комуникације између јужне и северне Италије, где су се очекивала копнена дејства. Флота се поделила у шест група које су нападале различите циљеве дуж обале. Дана 24. маја, брод 76 Т учествовао је у овој операцији, познатој као бомбардовање Анконе, у којој су нападнути бројни италијански обалски циљеви. Брод 76 Т је, заједно са две ескадриле бојних бродова, четири разарача, четири торпедна брода класе 250 тона, тринаест торпедних бродова класе Кајман и шест хидроавиона, учествовао у нападу на саму Анкону. Дана 27. јула, флотила коју су предводили извиђачки крсташи Адмирал Спаун и Новара, а пратили разарачи класе Хусар, Шарфшутце и Ускоке, као и торпедни бродови 76 Т, 75 Т и 79 Т, гранатирали су италијанску железничку линију између Анконе и Пезара. Током ових дејстава, 76 Т је био под ватром обалских артиљерија код Анконе и погођен гранатом која није експлодирала. Крајем новембра 1915. године, аустроугарска флота је распоредила снаге из Пуле у Боку Которску на јужном Јадрану. Ова група, која је укључивала шест од осам торпедних бродова групе T, била је задужена за сталну патролу албанске обале и пресретање транспорта трупа из Италије. Током 1915. године, поред поменутих операција, 76 Т је извршио три патроле против подморница и често је пратио хидроавионе који су се враћали са бомбардовања Италије.
Дана 4. јануара 1916. године, 76 Т је положио мине у Тршћанском заливу. Дана 22. фебруара 1916. године, 76 Т, брод класе Кајман 70 Ф и чамци класе 250t 77 Т и 83 Ф положили су одбрамбено минско поље код црногорске луке Бар. Дана 3. маја, 76 Т, заједно са 92 Ф, 93 Ф, 98 М, 99 М и 100 М, пратили су разараче класе Хусар Чикош, Пандур, Велебит и Шарфшице који су подржавали хидроавионе у повратку са напада на Порто Корсини и Равену. Током ове мисије били су укључени у акцију са италијанским снагама које су предводили лидери флотиле Чезаре Росарол и Гиљелмо Пепе уз разараче класе Росолино Пило, Ђузепе Мисори и Франческо Нуло. Том приликом, аустроугарска сила се повукла иза минског поља без оштећења торпедних чамаца.  Према поморском историчару Звонимиру Фреивогелу, иако неки извори тврде да је Чикош задобио оштећења од гелера, то није био случај. Године 1917. на 76 Т је предњи топ од 66 mm постављен на противваздушну куполу. Дана 21. маја 1917. године, наставци код свих аустроугарских торпедних чамаца су уклоњени, те су се од тада идентификовали само бројевима. У јуну и јулу, аустроугарски авиони су били константно у акцији, бомбардујући различите мете дуж источне обале Италије. У нападу двадесет једног хидроавиона на луку Градо између Венеције и Трста, као и на главни железнички чвор у том подручју у Червињану, 76 је био део снаге за покривање која је такође укључивала Шарфшице и њене сестре Турул и Динару, као и чамце класе 250t 80 Т, 92 Ф и 96 Ф. Турул је била мета непријатељске подморнице, али је избегла торпедо. Дана 13. октобра, 76 је пребачен у Боке, а три дана касније она и Чикош су испратили немачку подморницу за полагање мина SM UC-54 кроз одбрамбено минско поље испред луке на њеном путу за мисију полагања мина код обале француског протектората Туниса. Дана 21. октобра, 76 и брод класе Кајман 60 испратили су немачку подморницу SM UB-40 у мисију пресретања транспорта код обале Северне Африке. Дана 2. новембра, 76 је враћен у Пулу.
Дана 1. фебруара 1918. године, избила је побуна међу морнарима неколико бродова аустроугарске морнарице на сидришту Ђеновићи у Боки. Узрок побуне били су лоша храна, недостатак резервних униформи и залиха, као и недовољан одмор, а додатни фактор је било лоше стање аустроугарске економије и њен утицај на породице морнара. Како је 76 у то време био стациониран у Пули, њена посада није учествовала у побуни. Дана 3. маја, 76 је пружио помоћ пароброду Џулија, који се насукао на рту Марлера близу Пуле након што је оштећен мином. Дана 9. маја, 76 и 79, заједно са неколико разарача класе Хусар, пратили су два бојна брода класе Ерцхерцог Карл, Ерцхерцог Фердинанд Макс и Ерцхерцог Фридрих, до Бока. Дана 24. маја, 76, заједно са чамцима класе Кајман 58 и 59, и чамцима класе 250t 77, 78 и 97, учествовао је у противподморничкој операцији усмереној на неидентификовану британску подморницу.
До 1918. године, Савезници су појачали текућу блокаду на Отрантским вратима, како је аустроугарска морнарица и предвидела. Као резултат тога, постајало је све теже за немачке и аустроугарске подморнице да прођу кроз мореуз и уђу у Средоземно море. Као одговор на ове блокаде, нови командант аустроугарске морнарице, контраадмирал Миклош Хорти, одлучио је да изврши напад на савезничке бранитеље са бојним бродовима, извиђачким крстарицама и разарачима. Током ноћи 8. јуна, Хорти је напустио Пулу са бојним бродовима класе дреднот Вирибус Унитис и Принц Еуген. Око 23.00, 9. јуна 1918. године, након потешкоћа са отварањем заштитне баријере луке, дредноти Свети Иштван и Тегетхоф, праћени разарачем Велебит и шест торпедних чамаца класе 250t, укључујући 76, такође су напустили Пулу и упутили се ка Слану, северно од Дубровника, како би се састали са Хортијем и припремили за координисани напад на Отрантску баријеру. Око 03.15, 10. јуна, док су се враћали са неуспешне патроле дуж далматинске обале, два италијанска торпедна чамца MAS 15 и MAS 21 приметила су дим са аустријских бродова. Обе чамца су успешно пробиле заштитни екран и поделиле се како би нападале дредноте индивидуално. MAS 21 је напао Тегетхоф, али су њена торпеда промашила. Посада 76 није приметила чамце MAS све док нису испалили торпеда. Под командом Луиђија Рица, MAS 15 је у 03.25 испалио два торпеда која су погодила Светог Иштвана. Оба чамца су избегла потеру, иако је Рицо морао да одврати 76 и 81 бацањем дубинских бомби у свом трагу. Торпеда су погодила Светог Иштвана у пределу котларница које су се напуниле водом, онемогућивши рад пумпи. Свети Иштвана се преврнуо мање од три сата након што је торпедован. Ова катастрофа је суштински окончала аустроугарске поморске операције у Јадрану током преосталих месеци рата.
Дана 27. јула, 76 је одвукла спасену аустроугарску подморницу СМ У-10 у Трст на поправку. Дана 12. октобра, 76 је пребачена у Боку. Дана 14. октобра, 76 је била део формације која је укључивала њене сестринске бродове 88, 97 и 100, пружајући противваздушну заштиту пароброду Брн, док је овај покушавао да ослободи насукани болнички брод Океанија. Океанија је налетела на мину, а њена посада је насукала брод код рта Родони у Албанији. Покушај је био неуспешан, и Океанија је напуштена. Током 1918. године, 76 је извела пет мисија чишћења мина и пратила двадесет и седам конвоја. Како се рат приближавао крају у новембру и Аустроугарско царство се распадало, брод је био базиран у Боки. Дана 1. новембра, брод је предат Држави Словенаца, Хрвата и Срба, која је била краткотрајан фрагмент царства. Ова држава се 1. децембра ујединила са Краљевином Србијом и Краљевином Црном Гором, формирајући Краљевину Срба, Хрвата и Словенаца (од 1929. године Краљевина Југославија).

### Међуратни период
Аустроугарско царство је капитулирало у новембру 1918. године, а 76 је преживела рат неоштећен. Одмах након аустроугарске капитулације, француске трупе су окупирали Боку, које су Савезници третирали као аустроугарску територију. Током француске окупације, заплењени бродови аустроугарске морнарице у Бокама били су запостављени, а оригиналне торпедне цеви 76 су уништене или оштећене од стране француских трупа. Године 1920, у складу са одредбама Сен-Жерменског мировног споразума из претходне године, којим је Аустрија званично окончала Први светски рат, брод је додељен Краљевини Срба, Хрвата и Словенаца. Уз три друга торпедна чамца класе 250t групе Т (77, 78 и 79), као и четири торпедна чамца групе Ф, брод је служио у Краљевској морнарици (КМЈ). Преузета у марту 1921. године, након повлачења француских снага, 76 је у КМ добила ново име – Т1. Када је морнарица формирана, она и осталих седам чамаца класе 250t били су једини модерни пловни бродови у саставу КМЈ. Нове торпедне цеви исте величине наручене су из фабрике Стројне Товарне у Љубљани.
У служби КМЈ, планирано је да се један или оба топа на сваком броду класе 250t замене дужим топом Шкода 66 mm L/45. Према поморском историчару Звонимиру Фреивогелу, ово је укључивало и предњи топ на Т1. На броду је такође било уграђено једно или два митраљеза Збројовка калибра 15 mm. У КМ служби, посада је повећана на 52 члана, а Т1 је званично ступила у употребу 1923. године. Године 1925. изведене су вежбе дуж далматинске обале, у којима је учествовала већина морнарице. Т1 је прошла ремонт 1927. године. До 1932. године, британски војни аташе је известио да југословенски бродови ретко изводе вежбе, маневре или обуку у гађању због смањених буџета. До 1939. године, максимална брзина коју су бродови класе 250t могли да достигну у југословенској служби пала је на 24 чвора (44 km/h; 28 mph).

## Други светски рат и послератна служба
У априлу 1941. године, Југославија је ушла у Други светски рат када су је напале силе Осовине предвођене Немачком. У време инвазије, Т1 се налазила у Боки Которској заједно са својим сестринским бродом Т8 (раније 97). Оба брода су формално била део 3. торпедне дивизије, али су остављени у Боки када је остатак дивизије пребачен у централну далматинску луку Шибеник непосредно пре инвазије, у складу с планом напада на италијански енклав Задар у северној Далмацији. Тај план је убрзо отказан. Т1 је заробљена од стране италијанске морнарице након југословенске капитулације и коришћена под својом југословенском ознаком, обављајући обалске и секундарне ескортне дужности у Јадрану. Њени топови су замењени са два противавионска топа калибра 76 mm L/40, а командни мост је затворен. Њен једноставан труп је такође обојен у камуфлажни узорак. Брод је додељен Маридалмацији (Команда војно-поморских снага Далмације), која је била задужена за област од севернојадранског острва Премуда на југу до луке Бар у италијанском гувернорату Црне Горе. Дана 21. јануара 1943. године, Т1 је пратила пароброд Касала у близини рта Мендера (код Улциња у Црној Гори, тада у италијанском протекторату Албаније), када их је напала британска подморница HMS Tigris. Подморница је испалила четири торпеда, али није погодила ниједан од бродова.
Дана 8. септембра 1943. године, непосредно након италијанске капитулације, Т1 је ушла у Боку Которску пратећи италијански танкер Анарела и теретни брод Милано, заједно са разарачем класе Розолино Пило Ђузепе Чезаре Аба. Немачким трупама на броду Милано било је дозвољено да се искрцају, али су Италијани почели евакуацију својих снага из Боке Которске увече 10. септембра. Неколико пловила је током следећег дана отпловило ка савезничким лукама у Италији или ка Малти, укључујући Т1, Ђузепе Чезаре Аба, бивши југословенски торпедни чамац класе Ускок ME47 и неколико помоћних чистача мина, превозећи око 400 италијанских војника. Т1 је враћена Краљевској морнарици у егзилу на Малти 7. децембра 1943. године. Заједно са другим бродовима Краљевске морнарице у егзилу, Т1 је у августу 1945. прешла под контролу владе нове Демократске Федеративне Југославије.
Брод је у Југословенској ратној морнарици (ЈРМ) добио име Голешница и првобитно је служио као стражарски брод са ознаком СБР 91. Касније је преквалификован у патролни брод са ознаком ПБР 91. Њена послератна опрема укључивала је замену топова са два топа Бофорс калибра 40 mm L/60 на једноструким постољима, један четвороцевни и један двоцевни топ Флакфирлинг 38 калибра 20 mm, док је један сет торпедних цеви уклоњен. Брод је био опремљен са две платформе за дубинске бомбе. У ЈРМ служби, њена максимална брзина износила је 22 чвора (41 km/h), домет је био 980 наутичких миља (1.810 km) при брзини од 12 чворова (22 km/h), а посаду је чинило 52 члана. Голешница је била додељена 6. дивизији ЈРМ, која је углавном обухватала ескортне разараче, а коришћена је и у улози обуке, све до скидања са поморског регистра 1955. године. Након разоружавања и повлачења из употребе, потопљена је као мета у заливу Жањице код западног улаза у Боку Которску и данас представља место за рекреативно роњење. Један сет њених торпедних цеви изложен је у Техничком музеју Никола Тесла у Загребу, у Хрватској.